# Ernesto Caroli
Padre Ernesto Caroli (Palazzuolo sul Senio, 9 gennaio 1917 – Bologna, 23 marzo 2009) è stato un presbitero e religioso italiano, fondatore dell'Antoniano di Bologna.

## Biografia
Ezio, questo il nome di battesimo di padre Ernesto Caroli, nacque alla Tomba di Misileo, località del Comune di Palazzuolo sul Senio. Settimo di quattordici figli di Giacomo e Agnese Vignini, proprio alla Pieve di San Giovanni Battista a Misileo il 7 giugno 1941 celebrò la sua prima Messa, dopo aver ricevuto l'ordinazione sacerdotale nella Cattedrale di San Pietro a Bologna.
Divenuto padre francescano, visse da cappellano militare la seconda guerra mondiale e venne internato nei lager nazisti in Ucraina, Polonia e Germania. Conobbe la fame e rischiò la fucilazione per proteggere i compagni di prigionia.
Nel dopoguerra padre Ernesto ebbe l'intuizione di costruire una mensa per i poveri a Bologna, nel convento di Sant'Antonio al quale era stato destinato: era il primo passo per la nascita dell'Antoniano di Bologna che lui  ideò e realizzò con i tre confratelli padre Gabriele Adani, padre Benedetto Dalmastri e padre Berardo Rossi, insieme scherzosamente soprannominati "i quattro moschettieri". Ancora oggi la mensa accoglie quotidianamente numerosi indigenti e continuo è il flusso di attività assistenziali che vi si svolgono. L'Antoniano, divenuto famoso per il grande messaggio di fratellanza dello Zecchino d'Oro, fu diretto da padre Ernesto fino al 1993.
Durante la sua lunga vita si dedicò a numerosi progetti che avevano al centro l'impegno per i bambini, per i poveri e il messaggio di san Francesco d'Assisi; tra questi l'Accademia di arte drammatica, un centro rivolto ai bambini con sindrome di Down, varie iniziative editoriali del Movimento francescano e la rassegna internazionale di musica classica dedicata ai bambini "Premio Mozart".
Verso la metà degli anni Novanta, divenne rettore dell'Eremo di Montepaolo, sito francescano presso Forlì celebre per la presenza di Antonio da Padova, che proprio a Forlì rivelò per la prima volta la sua eloquenza: a Montepaolo Caroli restaurò il Santuario e vi ravvivò la vita spirituale, rimanendone rettore fino al 2003.

## Riconoscimenti
- L'Amministrazione comunale di Bologna nel 2001 gli ha conferito il premio Nettuno d'oro:

«per la sua attività pastorale che attraverso la musica ha aiutato tanti bambini in difficoltà e per l'importante ruolo svolto dall'Antoniano, di cui è ideatore e fondatore, rientra nell'eletta schiera di quei cittadini che hanno particolarmente onorato, con la loro attività e il loro stile di vita, la città di Bologna».
- A Bologna, proprio nella piazza Trento e Trieste su cui si affaccia l'Antoniano, dal 2009, anno della morte di Caroli, c'è uno spazio verde che porta il suo nome.

- Il suo Comune natale Palazzuolo sul Senio domenica 17 giugno 2012 ha intitolato a suo nome la via prospiciente ai giardini pubblici. L'evento è culminato col concerto delle Verdi Note, il coro del quale fanno parte i ragazzi più grandi dell'Antoniano. Il nome del coro venne coniato da padre Ernesto nel 1989.